# Clima
Clima war in der Antike ein römisches Flächenmaß.
- 1 Clima = 315 Quadratmeter[1]
- 1 Clima = 36 Scripula = 3600 Pedes quadrati/Quadratfuß[2]= 314,86 Quadratmeter[3]
  - 1 Scripula = 8,746 Quadratmeter